# عابدین‌لی
عابدین‌لی (به لاتین: Abdınlı) یک منطقهٔ مسکونی در جمهوری آذربایجان است که در شهرستان آغ‌دام واقع شده‌است.